# Adam Ier de Beaumont-Gâtinais
 (juin 2024).
Si vous disposez d'ouvrages ou d'articles de référence ou si vous connaissez des sites web de qualité traitant du thème abordé ici, merci de compléter l'article en donnant les références utiles à sa vérifiabilité et en les liant à la section « Notes et références ».
Pour les articles homonymes, voir Adam Ier.
Adam Ier ou II de Beaumont-Gâtinais, (1150-1191), seigneur de Beaumont-du-Gâtinais, est un compagnon d'armes du roi d'Angleterre, Richard Cœur de Lion, durant la Troisième croisade.
Adam Ier est issu de la lignée de la famille de Beaumont-Gâtinais, de la noblesse de l'ancien comté du Gâtinais (on le dit petit-fils de Josselin II, et fils d'Adam Ier (aussi seigneur de Villemomble, ce dernier semble aussi appelé Josselin III, et être l'époux d'Agnès de Soisy/Choisy-aux-Loges et le frère aîné probable de Gauthier, sire de Villebéon, Nemours, La Chapelle et Tournanfuye).
En 1178, le roi de France, Philippe Auguste, le nomme Grand chambrier de France.
En 1184, Adam Ier épouse Dame Alix le Riche dame d'Athis[Lequel ?], née en 1165. Ils eurent deux fils : 
- Adam II ou III de Beaumont-Gâtinais, seigneur de Beaumont-Gâtinais (1185 - 1242)
- Jean Ier de Beaumont-Gâtinais, seigneur de Coubron, Villemomble et Clichy-la-Garenne (1190 - 1255)

En 1189, débute la Troisième croisade. Adam Ier de Beaumont-Gâtinais rejoint les participants à cette nouvelle croisade.
En 1191, il s'embarque pour la Palestine au côté du roi d'Angleterre Richard Cœur de Lion. Le 7 juin, il débarque avec le roi Richard Ier d'Angleterre à Saint-Jean-d'Acre. Le 12 juillet, après de longs combats contre les Sarrasins, les Croisés reprennent la ville de Saint-Jean d'Acre. Durant ces combats, Adam Ier fut tué.